# Назви мінералів (книга)
Назви мінералів — російськомовний переклад книги американського мінералога професора Річарда С. Мітчелла. Видання має історичний та довідковий характер и різнобічно висвітлює питання номенклатури мінералів, методи утворення і правила надання нових назв, а також походження назв понад 2600 мінералів. Книга розрахована на геологів усіх спеціальностей та широке коло мінералогів-аматорів.
Структура книги представлена розділами:
- Від редакції
- Передмова
- Передмова автора
- I. Назви мінералів. Загальні відомості
- II. Назви мінералів. Алфавітний покажчик
- Додаток 1 Назви мінералів, походження яких не встановлено
- Додоток 2 Особисті імена і прізвища, дотично розрізнені в назвах
- Додаток 3 Словник
- Основна література (51 назва)